# Нестерова (Пермский край)
Нестерова — деревня в Кудымкарском районе Пермского края. Входила в состав Верх-Иньвенского сельского поселения. Располагается на левом берегу реки Иньвы западнее от города Кудымкара. Расстояние до районного центра составляет 48 км. По данным Всероссийской переписи населения 2010 года, в деревне проживало 42 человека (21 мужчина и 21 женщина).

## История
По данным на 1 июля 1963 года, в деревне проживало 149 человек. Населённый пункт входил в состав Самковского сельсовета.